# Connotazione
La parola connotazione indica i significati che vengono attribuiti ad una parola insieme al suo significato basilare. Si tratta dunque di un insieme di attributi stilistici ed affettivi (sfumature peggiorative, migliorative o anche eufemistiche)
Per fare un esempio si può distinguere, nella parola volpe, tra due piani:
- denotazione: si tratta del senso proprio del termine, come si può trovare in un testo descrittivo, dunque un mammifero carnivoro caratterizzato da determinate proprietà (Vulpes vulpes).
- connotazione: si tratta dei sensi figurati legati al termine: la parola ha connotati di furbizia, che a seconda del contesto possono essere positivi o negativi, spesso legati alla coscienza popolare e letteraria di una o più comunità linguistiche

Secondo John Stuart Mill, una parola va considerata come connotativa se indica, oltre ad un oggetto, anche le sue proprietà, mentre non lo è se si limita a indicare il solo oggetto oppure soltanto una proprietà.
Ferdinand de Saussure, poi Louis Hjelmslev e Roland Barthes, affrontano la distinzione tra denotazione e connotazione in chiave semiotica.
La stessa parola o parole simili possono avere una connotazione diversa a seconda del luogo o della lingua. Ad esempio, la parola Polacke ha una connotazione negativa in tedesco; la parola neutrale sarebbe Pole (cittadino della Polonia); simili considerazioni valgono anche per altre lingue, mentre in italiano il termine polacco non è legato a particolari connotazioni (polak e polka sono del resto i nomi con cui gli abitanti della Polonia chiamano se stessi).

## Origine del termine
Secondo Karl Prantl il termine latino connotatum è stato usato per la prima volta in senso tecnico nelle Quaestiones super libros Priorum analyticorum Aristoteles attribuite a Giovanni Duns Scoto, ma di autore anonimo.
Il primo autore che ha usato il termine in modo sistematico è stato Guglielmo di Occam nella sua Summa logicae (c. 1323)